# Susanne Mertens
Susanne Mertens ist eine deutsche Politikerin (Bündnis 90/Die Grünen). Sie war von 2021 bis 2023 Landesvorsitzende von Bündnis 90/Die Grünen Berlin.

## Leben

### Ausbildung und Berufstätigkeit
Susanne Mertens absolvierte eine Ausbildung zur Bankkauffrau und zur Betriebswirtin. Sie war von 1988 bis 1999 Finanzberaterin in der Sparkasse Region München und Dozentin unter anderem für Bankmanager und im Bereich Finanzwesen in Leipzig, Hamburg und Schleswig-Holstein. Im Jahr 1995 gründete sie ein eigenes Unternehmen im Finanzdienstleistungsbereich. Zudem war er sie von 1999 bis 2008 Mitarbeiterin im Seminarzentrum mit Hotelanlage im Osten Berlins, bis 2002 als Geschäftsleiterin sowie Geschäftsführerin. In den Jahren 2001 bis 2005 war sie aufgrund der Geburten ihrer zwei Töchter in Elternzeit. Im Jahr 2002 gründete sie ein weiteres Unternehmen, diesmal im Bereich Unternehmensführung und Finanzierung für Kleine und mittlere Unternehmen. Sie war bis 2020 Geschäftsführerin diese Unternehmens. Seit 2001 übernimmt sie des Weiteren die Geschäftsleitung der allgemeinmedizinischen Praxis von Ralph Mertens.

### Politik
Mertens war Mitinitiatorin und Gründerin der 1999 gegründeten Initiative D21. Sie wurde 2012 Mitglied von Bündnis 90/Die Grünen. Dort war sie von 2008 bis 2016 Mitglied in der Schul-Arbeitsgruppe des Kreisverbands Steglitz-Zehlendorf, von 2011 bis 2016 als Sprecherin. Sie war von 2017 bis 2022 Vorsitzende des Kreisverbands Steglitz-Zehlendorf. Davor war sie seit 2016 bereits als Beisitzerin im Vorstand.
Im Bezirk Steglitz-Zehlendorf war sie von 2012 bis 2021 als Bürgerdeputierte Mitglied im Bezirksschulausschuss. Sie wurde 2016 Mitglied der Bezirksverordnetenversammlung und dort schul- sowie haushaltspolitische Sprecherin und Mitglied im Vorstand ihrer Fraktion. In der Bezirksverordnetenversammlung fungierte sie von 2019 bis 2021 als Vorsitzende des Schulausschusses.
Im Jahr 2018 wurde sie Mitglied im Parteirat sowie Mitglied im Beirat des Evangelischen Diakonieverein Berlin-Zehlendorf.
Am 13. Dezember 2021 wurde sie neben Philmon Ghirmai zur Landesvorsitzenden von Bündnis 90/Die Grünen Berlin gewählt.